# Phytocoris histriculus
Phytocoris histriculus är en insektsart som beskrevs av Van Duzee 1920. Phytocoris histriculus ingår i släktet Phytocoris och familjen ängsskinnbaggar. Inga underarter finns listade i Catalogue of Life.